# Jongerenpartij van Slovenië

logo

De Jongerenpartij van Slovenië, volledig: Jongerenpartij - Groenen van Europa (Sloveens:Stranka mladih - Zeleni Evrope), afgekort tot SMS Zeleni Evrope, is een Sloveense buiten-parlementaire politieke partij, die op 4 juli 2000 in Ljubljana werd opgericht. De partij is sinds 2006 lid van de Europese Groenen. Voorzitter is Darko Krajnc (sinds 1 december 2004).
De SMS sloot na de verkiezingen van 2000 een akkoord met premier Janez Drnovšek en verzekerde zich via steun aan diens kabinet van de realisering van een aantal politieke benoemingen en enige programmapunten. In de loop van 2004 werd de partij geteisterd door interne onenigheid. Parlementslid Igor Štemberger stapte, net als andere SMS-leden, over naar de niet-parlementaire partij Actief Slovenië. Nadien is de partij niet meer vertegenwoordigd geweest in het Sloveense parlement.
De jongerenpartij behaalde bij de landelijke verkiezingen in 2000 4,34% van de stemmen, hetgeen 4 zetels in het 90-leden tellende parlement betekende. Bij de verkiezingen voor het Europees Parlement (mei 2004) ging de SMS een lijstverbinding aan met de Groenen van Slovenië en behaalde 2,3%. In oktober 2004 werd in de Sloveense parlementsverkiezingen 2,08% behaald. Daarmee zakte de partij onder de kiesdrempel van 4% en verdween uit het parlement. Bij de verkiezingen in 2011 smeedde de partij een verbond met de Democratische Partij, de Sloveense christen-socialisten, de Groenen van Slovenië en de Bond voor Primorska. De partij behaalde met minder dan 1% de laagste score sinds haar bestaan.

Verkiezingsresultaten (in procent van uitgebrachte geldige stemmen):